# 2 april
2 april is de 92ste dag van het jaar (93ste in een schrikkeljaar) in de gregoriaanse kalender. Hierna volgen nog 273 dagen tot het einde van het jaar.

## Gebeurtenissen
- Algemeen
  - 2010 - Het Nederlandse fregat de Hr. Ms. Tromp ontwapent twaalf piraten voor de kust van Somalië en stuurt hen met voldoende brandstof terug richting de kust.

- Gezondheid
  - 2007 - Invoering van het rookverbod in openbare gelegenheden en op de werkvloer in Wales.
  - 2008 - Eerste editie van Wereldautismedag, die het jaar ervoor door de Verenigde Naties in het leven is geroepen.[1]
- Infrastructuur
  - 2012 - Metrostation Zalmplaat in Rotterdam wordt voor een paar maanden gesloten vanwege werkzaamheden.
- Media
  - 1900 - Het socialistische dagblad Het Volk verschijnt voor het eerst in Nederland.
  - 1973 - Het Veronica schip loopt, door storm, vast op het strand van Scheveningen.[2]
  - 1991 - Het eerste nummer van het Rotterdams Dagblad verschijnt, de opvolger van Het Vrije Volk en het Rotterdams Nieuwsblad.
  - 2001 - In België is de muziekzender JIMtv voor het eerst op de televisie te zien.[2]
  - 2004 - De regionale weekkrant Gulp en Geul Journaal verschijnt voor de eerste keer.
- Oorlog
  - 1982 - Aanval op de Falklandeilanden door Argentinië
- Politiek
  - 1840 - De Republiek Los Altos wordt geannexeerd door Guatemala.
  - 2009 - De regeringsleiders van de G20-landen komen bijeen voor de G20-top in Londen.
- Religie
  - 1285 - Giacomo Savelli wordt de nieuwe paus en noemt zich paus Honorius IV.
  - 1899 - Priesterwijding van Eugenio Pacelli in Rome door aartsbisschop Francesco di Paola Cassetta.
  - 2005 - Paus Johannes Paulus II overlijdt op 84-jarige leeftijd.
- Sport
  - 1956 - In de wedstrijd Feyenoord-De Volewijckers maakt Henk Schouten negen doelpunten.
  - 1978 - In Buenos Aires verliest Nederland in de finale van het WK hockey met 3-2 van Pakistan.
  - 1981 - Bernard Hinault wint de zestiende editie van Nederlands enige wielerklassieker, de Amstel Gold Race.
  - 2005 - Aaron Peirsol scherpt zijn eigen wereldrecord op de 100 meter rugslag aan tot 53,17 seconden.
  - 2017 - Philippe Gilbert wint de 101ste editie van de Ronde van Vlaanderen.
  - 2023 - De Sloveen Tadej Pogačar schrijft de 107e Ronde van Vlaanderen op zijn naam.[3]
  - 2023 - Lotte Kopecky uit België wint voor de tweede keer op rij de Ronde van Vlaanderen voor vrouwen.[4]
- Wetenschap en technologie
  - 1827 - Joseph Dixon produceert voor het eerst potloden op industriële schaal.
  - 1845 - Léon Foucault en Hippolyte Fizeau maken de eerste foto van de zon.
  - 1963 - De Sovjet-Unie lanceert het Loena 4 ruimtevaartuig om een zachte landing op de maan te proberen. De missie mislukt vanwege een probleem met het navigatiesysteem van de satelliet waardoor deze de maan mist.[5]
  - 1979 - De Europese Vogelrichtlijn treedt in werking.
  - 2018 - Het Chinese ruimtestation Tiangong-1 valt ongecontroleerd terug in de Aardse atmosfeer boven de Grote Oceaan. Het is niet bekend of brokstukken de grond hebben bereikt.[6]

## Geboren

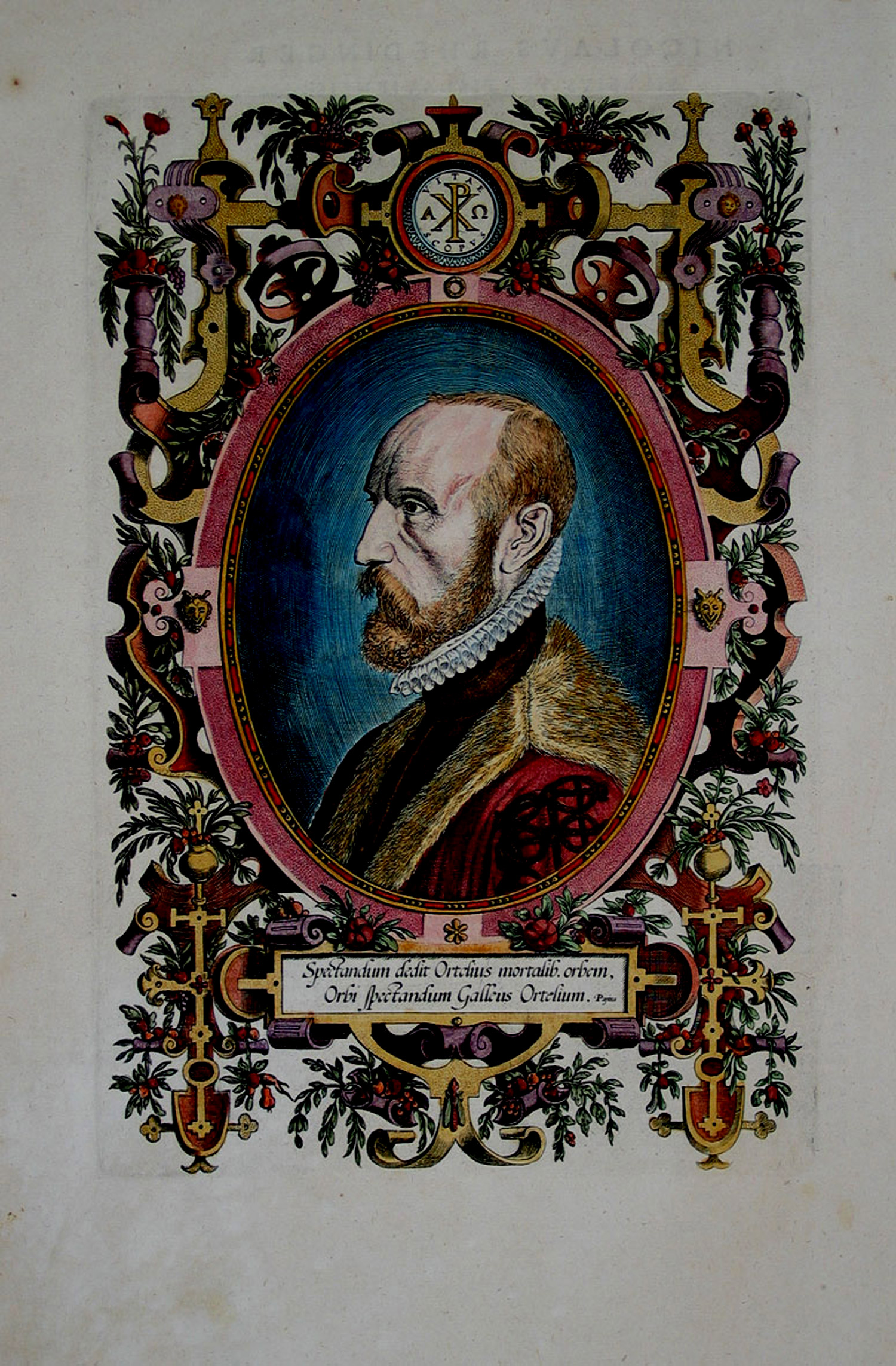
Abraham Ortelius
geboren in 1527

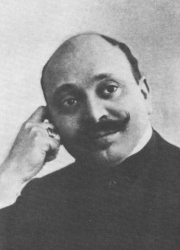
Eduard Jacobs
geboren in 1868

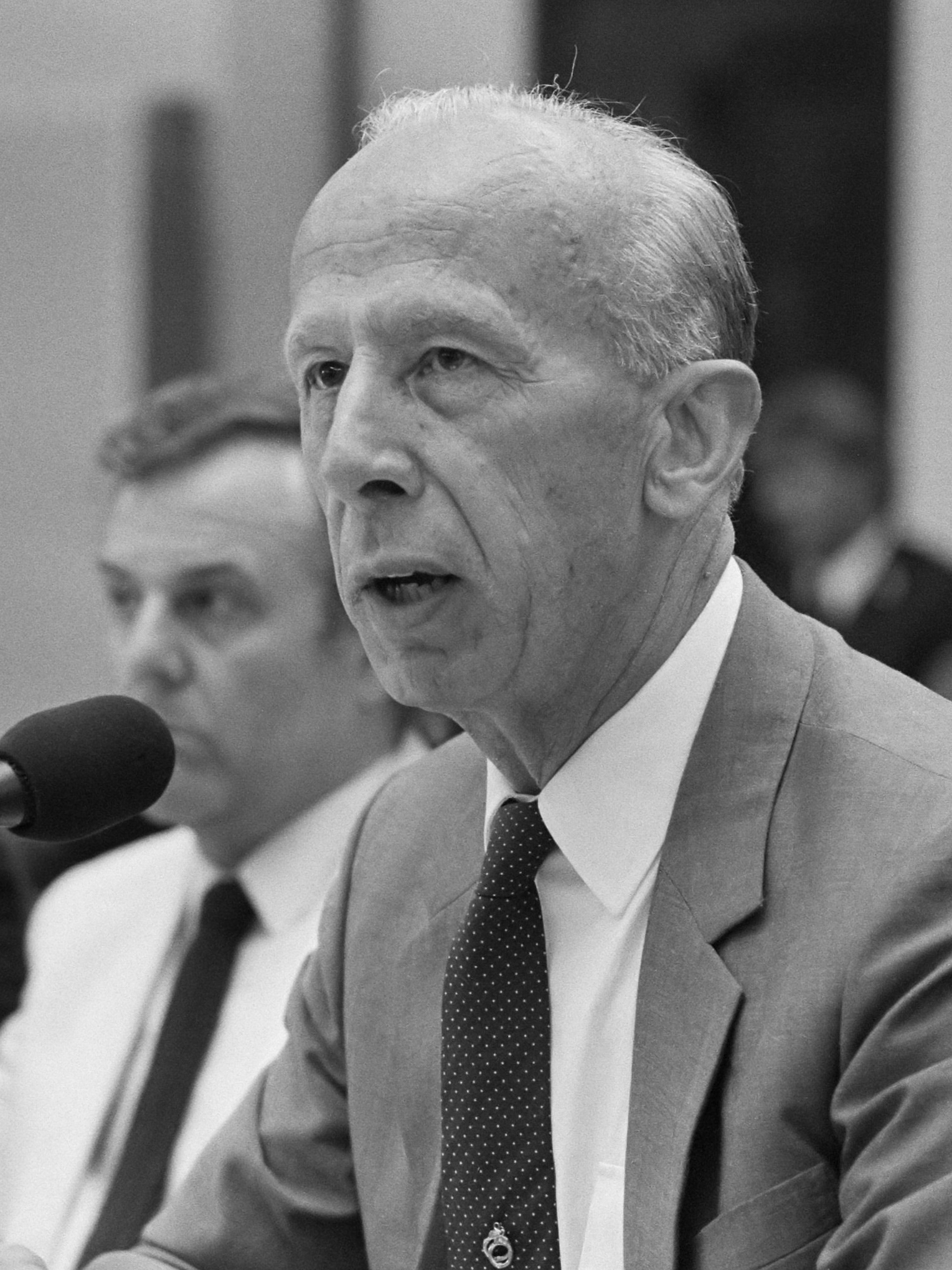
Jan Blaauw
geboren in 1928

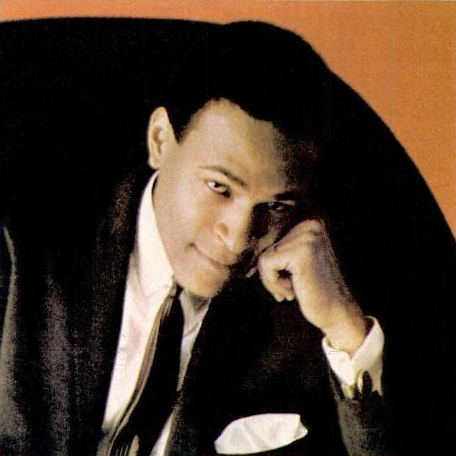
Marvin Gaye
geboren in 1939

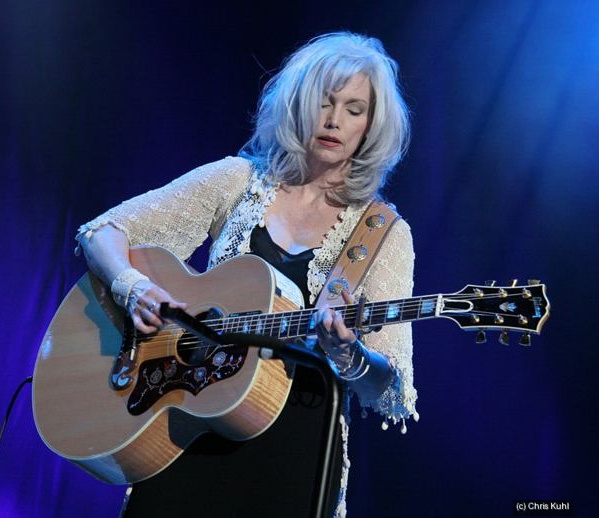
Emmylou Harris
geboren in 1947

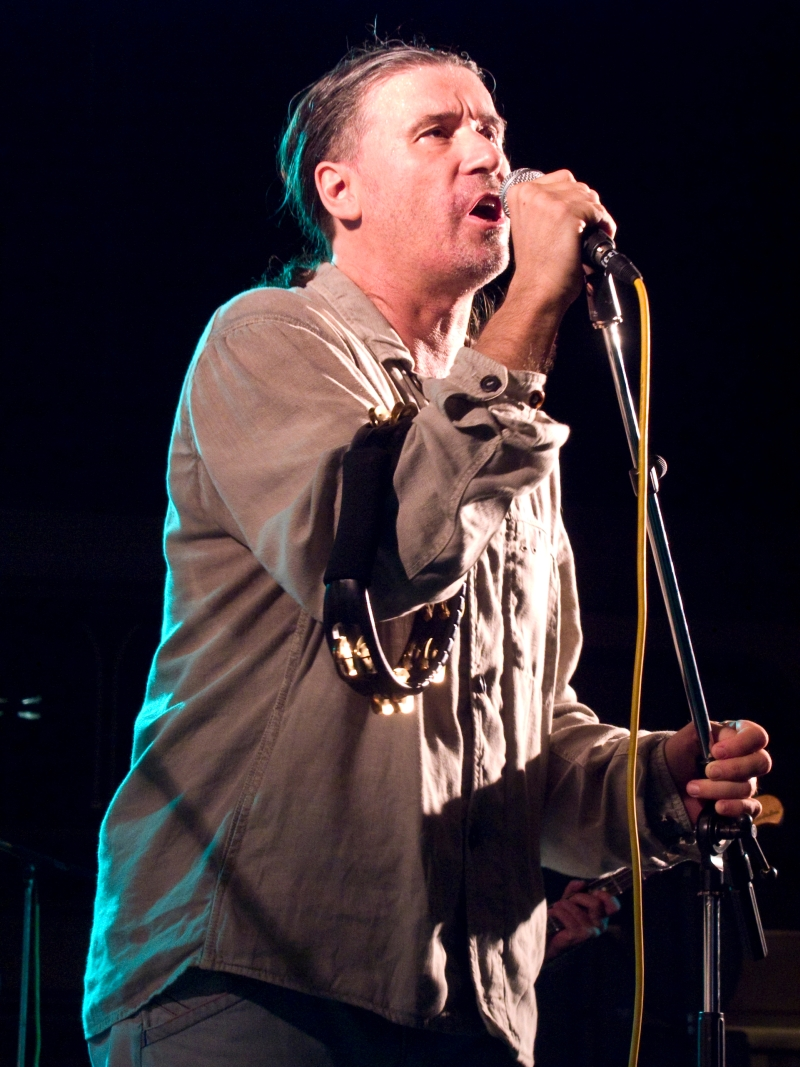
Goran Karan,
geboren in 1964

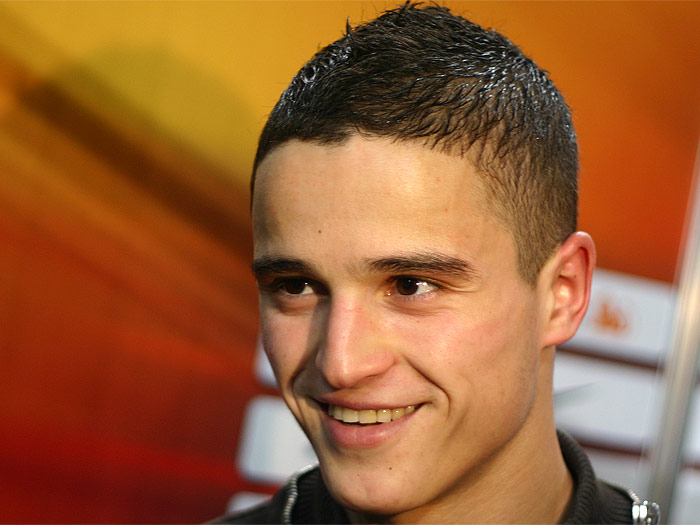
Ibrahim Afellay,
geboren in 1986

- 742 - Karel de Grote, keizer van West-Romeinse Rijk (overleden 814)
- 1647 - Maria Sibylla Merian, Duits-Nederlands kunstenares en entomologe (overleden 1717)
- 1713 - Onno Zwier van Haren, Nederlands schrijver (overleden 1779)
- 1725 - Giacomo Casanova, Italiaans avonturier (overleden 1798)
- 1787 - Alexandre Daminet, Belgisch politicus (overleden 1856)
- 1798 - August Heinrich Hoffmann von Fallersleben, Duits schrijver (overleden 1874)
- 1803 - Franz Lachner, Duits componist, dirigent en organist (overleden 1890)
- 1805 - Hans Christian Andersen, Deens schrijver van sprookjes (overleden 1875)
- 1812 - John Forster, Engels literair criticus en biograaf van Dickens (overleden 1876)
- 1827 - William Holman Hunt, Engels kunstschilder (overleden 1910)
- 1840 - Émile Zola, Frans auteur (overleden 1902)
- 1842 - Domenico Savio, Italiaans heilige (overleden 1857)
- 1862 - Pieter Hofstede Crull, Nederlands jurist (overleden 1925)
- 1867 - Eugen Sandow, Duits pionier op het gebied van bodybuilding (overleden 1925)
- 1868 - Eduard Jacobs, Nederlands cabaretier (overleden 1914)
- 1879 - Alexander Moisi, Albanees acteur (overleden 1935)
- 1879 - Jan Ploeger, Nederlands worstelaar, gymnastiekleraar, trainer en sportbestuurder (overleden 1956)
- 1884 - Gösta Adrian-Nilsson, Zweeds kunstschilder (overleden 1965)
- 1891 - Max Ernst, Duits surrealistisch schilder (overleden 1976)
- 1894 - Ru Cleveringa, Nederlands rechtsgeleerde (overleden 1980)
- 1896 - Oscar van Rappard, Nederlands atleet (overleden 1962)
- 1901 - Suat Berk, Turks rechter (overleden 2002)
- 1911 - Maurice Quaghebeur, Belgisch politicus (overleden 1975)
- 1914 - Alec Guinness, Brits acteur (overleden 2000)
- 1915 - Siewert de Koe, Nederlands verzetsstrijder (overleden 1944)
- 1916 - Menachem Porush, Israëlisch rabbijn, journalist en politicus (overleden 2010)
- 1919 - Delfo Cabrera, Argentijns atleet (overleden 1981)
- 1922 - Rui, Braziliaans voetballer (overleden 2002)
- 1922 - Dino Monduzzi, Italiaans bisschop en kardinaal (overleden 2006)
- 1923 - Adão Nunes Dornelles (Adãozinho), Braziliaans voetballer (overleden 1991)
- 1925 - George MacDonald Fraser, Brits schrijver (overleden 2008)
- 1925 - Hans Rosenthal, Duits televisiepresentator (overleden 1987)
- 1926 - Jack Brabham, Australisch autocoureur (overleden 2014)
- 1926 - Max Greger, Duits bigbanddirigent (overleden 2015)
- 1927 - Rita Gam, Amerikaans actrice (overleden 2016)
- 1927 - Ferenc Puskás, Hongaars voetballer (overleden 2006)
- 1928 - Jan Blaauw, Nederlands politieman en publicist (overleden 2020)
- 1928 - Jean Jadot, Belgisch voetballer (overleden 2007)
- 1928 - Gino Munaron, Italiaans autocoureur (overleden 2009)
- 1928 - Paul Römer, Nederlands cameraman en televisieregisseur (overleden 2007)
- 1928 - Piet Römer, Nederlands acteur (overleden 2012)
- 1929 - Frans Andriessen, Nederlands politicus (overleden 2019)
- 1931 - Gerrit Noordzij, Nederlands typograaf en letterontwerper (overleden 2022)
- 1932 - Edward Egan, Amerikaans kardinaal-aartsbisschop van New York (overleden 2015)
- 1932 - Siegfried Rauch, Duits acteur (overleden 2018)
- 1933 - György Konrád, Hongaars schrijver (overleden 2019)
- 1934 - Paul Cohen, Amerikaans wiskundige (overleden 2007)
- 1934 - Els Pelgrom, Nederlands kinderboekenschrijfster
- 1935 - Oskar Höfinger, Oostenrijks beeldhouwer, schilder en tekenaar (overleden 2022)
- 1935 - Ivo Trumbić, Kroatisch waterpolospeler en -trainer (overleden 2021)
- 1938 - Martine Franck, Belgisch fotografe (overleden 2012)
- 1939 - Marvin Gaye, Amerikaans zanger (overleden 1984)
- 1940 - Mike Hailwood, Brits motor- en autocoureur (overleden 1981)
- 1942 - George Groot, Nederlands cabaretier (Don Quishocking) en tekstdichter (overleden 2024)
- 1942 - Leon Russell, Amerikaans zanger, gitarist, pianist en liedjesschrijver (overleden 2016)
- 1943 - Larry Coryell, Amerikaans fusion-gitarist (overleden 2017)
- 1943 - Gabriël Kindt, Belgisch politicus
- 1944 - Rodolfo Fischer, Argentijns voetballer (overleden 2020)
- 1944 - Maurits Wynants, Belgisch historicus (overleden 2005)
- 1945 - Jürgen Drews, Duits schlagerzanger
- 1946 - Sue Townsend, Engels schrijfster (overleden 2014)
- 1947 - Emmylou Harris, Amerikaans zangeres
- 1947 - Camille Paglia, Amerikaans feministisch schrijfster en hoogleraar
- 1948 - Alfred Lagarde, Nederlands radiopresentator (overleden 1998)
- 1949 - Jacques Mortier, Belgisch atleet
- 1949 - Leoni Sipkes, Nederlands politica en bestuurder
- 1950 - Claude Mandonnaud, Frans zwemster
- 1950 - Zhang Yimou, Chinees filmregisseur
- 1951 - Henk van Leeuwen, Nederlands voetballer
- 1951 - Jukka Vakkila, Fins voetballer en voetbalcoach
- 1954 - Gregory Abbott, Amerikaans muzikant en zanger
- 1955 - Catherine ten Bruggencate, Nederlands actrice
- 1955 - Charles Urbanus jr., Nederlands honkballer
- 1956 - Ludo Busschots, Belgisch acteur (overleden 2020)
- 1956 - Josien Elzerman, Nederlands zwemster
- 1956 - Dany Vandenbossche, Belgisch politicus (overleden 2013)
- 1957 - Julien Michiels, Belgisch atleet
- 1959 - Gelindo Bordin, Italiaans atleet
- 1959 - Brian Goodell, Amerikaans zwemmer
- 1959 - John Lauridsen, Deens voetballer
- 1960 - Linford Christie, Brits atleet
- 1961 - Christopher Meloni, Amerikaans acteur
- 1961 - Manouk van der Meulen, Nederlands actrice
- 1963 - Vastert van Aardenne, Nederlands acteur
- 1963 - Carlos Henrique Raposo, Braziliaans voetballer
- 1964 - Goran Karan, Kroatisch zanger
- 1964 - Nadezhda Wijenberg, Russisch-Nederlands atlete
- 1965 - Rodney King, Amerikaans taxichauffeur; slachtoffer van politiegeweld (overleden 2012)
- 1966 - Myra Koomen, Nederlands politica
- 1966 - Teddy Sheringham, Engels voetballer
- 1967 - Erik van Trommel, Nederlands artiest en televisiepresentator
- 1968 - Carlos Batres, Guatemalteeks voetbalscheidsrechter
- 1971 - Francisco Arce, Paraguayaans voetballer en voetbalcoach
- 1971 - Todd Woodbridge, Australisch tennisser
- 1972 - Lidewij Benus, Nederlands actrice
- 1973 - Roselyn Sánchez, Puertoricaans actrice en model
- 1975 - Brian van Loo, Nederlands voetbaldoelman
- 1975 - Katrin Rutschow-Stomporowski, Duits roeister
- 1977 - Annett Louisan, Duits zangeres
- 1977 - Marc Raquil, Frans atleet
- 1977 - Róger Suárez, Boliviaans voetballer
- 1977 - Michael Fassbender, Duits acteur
- 1979 - Crescenzo D'Amore, Italiaans wielrenner (overleden 2024)
- 1979 - Kevin Nai Chia Chen, Taiwanees autocoureur
- 1979 - Cho Yoon-jeong, Zuid-Koreaans tennisster
- 1980 - Carlos Salcido, Mexicaans voetballer
- 1981 - Thomas Kortbeek, Nederlands atleet
- 1982 - Marco Amelia, Italiaans voetballer
- 1982 - Jeremy Bloom, Amerikaans freestyleskiër, Americanfootballspeler en model
- 1982 - Jess Donckers, Belgisch model
- 1982 - David Ferrer, Spaans tennisser
- 1983 - Arthur Boka, Ivoriaans voetballer
- 1983 - Félix Borja, Ecuadoraans voetballer
- 1983 - Paul Capdeville, Chileens tennisser
- 1983 - Niels Kerstholt, Nederlands shorttracker
- 1983 - Milan Stepanov, Servisch voetballer
- 1984 - Beorn Nijenhuis, Nederlands schaatser
- 1985 - Matthew Antoine, Amerikaans skeletonracer
- 1985 - Stéphane Lambiel, Zwitsers kunstschaatser
- 1986 - Ibrahim Afellay, Nederlands-Marokkaans voetballer
- 1986 - Moses Aliwa, Oegandees atleet
- 1986 - Nataly Arias, Colombiaans voetbalster
- 1986 - Debbie Crommelinck, Belgisch actrice en regisseur
- 1987 - Kim Kintziger, Luxemburgs voetballer
- 1989 - Jérémie Azou, Frans roeier
- 1989 - Billy Morgan, Brits snowboarder
- 1989 - Sonja Gerhardt, Duits actrice
- 1990 - Twan Burg, Nederlands schaker
- 1990 - Joan Franka, Nederlands zangeres
- 1990 - Miralem Pjanić, Bosnisch-Luxemburgs voetballer
- 1991 - Nikki Herr, Nederlands tv-verslaggeefster en presentatrice
- 1991 - Edgar Lau, Hongkongs autocoureur
- 1992 - Jesper Arts, Nederlands atleet
- 1992 - Jelena Lasjmanova, Russisch atlete
- 1993 - Lesly de Sa, Nederlands voetballer
- 1993 - Keshorn Walcott, atleet uit Trinidad en Tobago
- 1994 - Nethaneel Mitchell-Blake, Brits atleet
- 1995 - Sergej Revjakin, Russisch voetballer
- 1996 - Zach Bryan, Amerikaans singer-songwriter
- 1996 - André Onana, Kameroens voetballer
- 1996 - Nina Ortlieb, Oostenrijks alpineskiester
- 1997 - Mateusz Borkowski, Pools atleet
- 1997 - Manon Depuydt, Belgisch atlete
- 1997 - Bjorg Lambrecht, Belgisch wielrenner (overleden 2019)
- 1997 - Abdelhak Nouri, Nederlands-Marokkaans voetballer
- 1997 - Alan Riou, Frans wielrenner
- 1998 - Hamish Beadle, Nieuw-Zeelands wielrenner
- 1998 - Samuele Zambelli, Italiaans wielrenner
- 2000 - Biniam Girmay, Eritrees wielrenner
- 2000 - Rodrigo Riquelme, Spaans voetballer
- 2000 - Birk Ruud, Noors freestyleskiër
- 2001 - Percy Hynes White, Canadees acteur
- 2001 - Takeru Otsuka, Japans snowboarder
- 2002 - Justin Hewitt, Gibraltarees darter
- 2002 - Emma Myers, Amerikaans actrice
- 2002 - Roxy Rosa, Nederlands zangeres
- 2022 - Jet van der Steen, Nederlands singer-songwriter
- 2003 - Stav Lemkin, Israëlisch-Spaans voetballer
- 2004 - Mingus Claessen, Nederlands acteur
- 2004 - Mollie O'Callaghan, Australisch zwemster

## Overleden

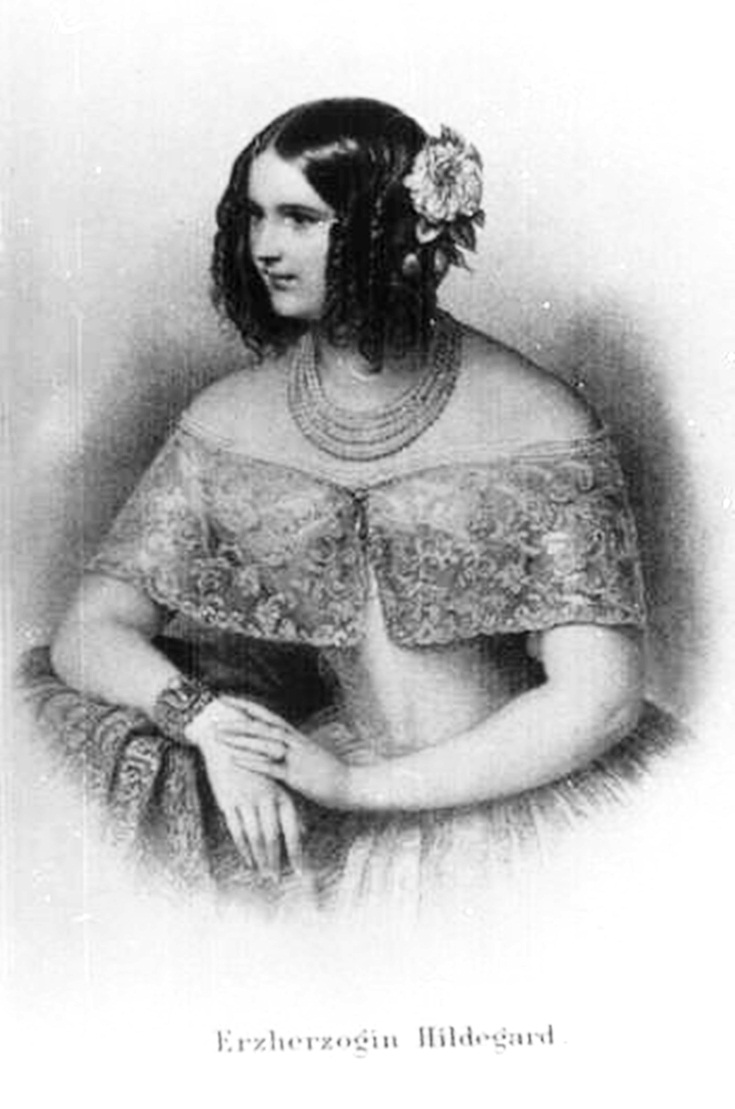
Hildegard van Beieren
overleden in 1864

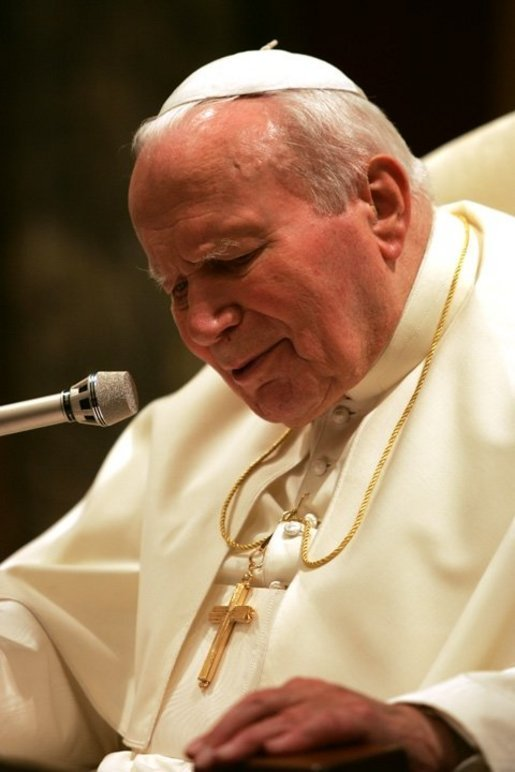
Paus Johannes Paulus II
overleden in 2005

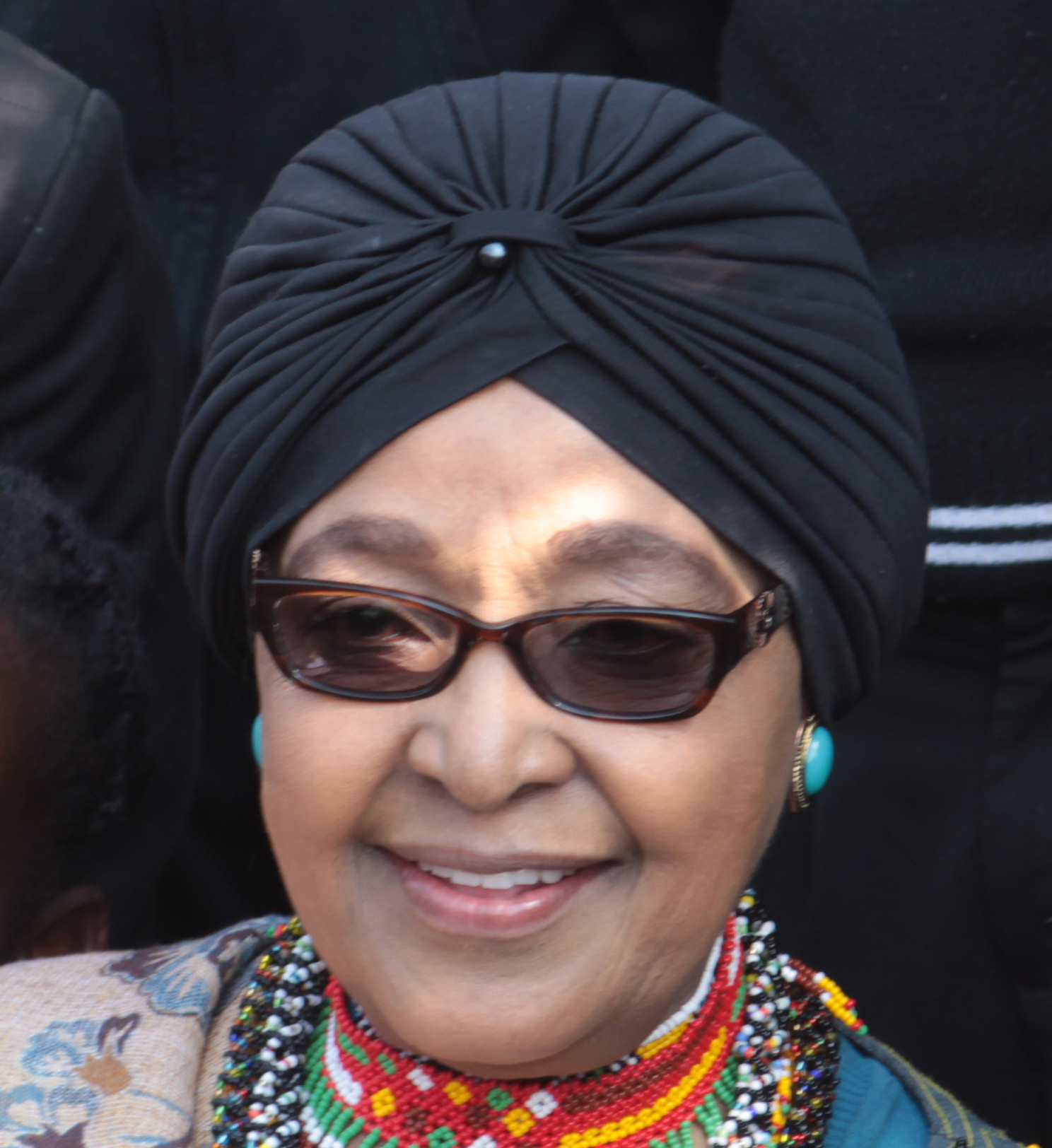
Winnie Mandela
overleden in 2018

- 1621 - Cristofano Allori (43), Italiaans kunstschilder
- 1709 - Giovan Battista Gaulli (69), Italiaans barokschilder
- 1803 - Hieronymus van Alphen (56), Nederlands dichter
- 1858 - Ralph Darling (circa 86), Brits militair en koloniaal ambtenaar
- 1864 - Hildegard van Beieren (38), prinses van Beieren
- 1872 - Samuel Morse (80), Amerikaans uitvinder en schilder
- 1879 - Alphonse della Faille de Leverghem (69), Belgisch politicus
- 1881 - Johannes Tavenraat (72), Nederlands kunstschilder
- 1914 - Paul Heyse (84), Duits schrijver en Nobelprijswinnaar
- 1922 - Hermann Rorschach (37), Zwitsers psycholoog
- 1949 - Carlo Galetti (66), Italiaans wielrenner
- 1952 - Alex Benno (79), Nederlands acteur en cineast
- 1953 - Hugo Sperrle (68), Duits veldmaarschalk
- 1961 - August Defresne (67), Nederlands schrijver en regisseur
- 1966 - C.S. Forester (66), Engels schrijver
- 1970 - Johannes Berg-Hansen (88), Noors zanger en dirigent
- 1971 - Willy Lages (69), Duits oorlogsmisdadiger
- 1972 - Franz Halder (87), Duits generaal
- 1973 - Joseph-Charles Lefèbvre (80), Frans kardinaal-aartsbisschop van Bourges
- 1974 - Georges Pompidou (62), Frans president
- 1975 - Mark Light (64), Amerikaans autocoureur
- 1976 - Carlo Grano (88), Italiaans curiekardinaal
- 1982 - Hannes de Boer (82), Nederlands atleet
- 1987 - Buddy Rich (69), Amerikaans jazzdrummer
- 1991 - Hendrik Roelof de Zaaijer (90), Nederlands jurist
- 1995 - Hannes Alfvén (86), Zweeds natuurkundige en Nobelprijswinnaar
- 1995 - Gaston Étienne (93), Belgisch atleet
- 1998 - Gerrit Jan van Ingen Schenau (54), Nederlands bewegingswetenschapper en uitvinder
- 1998 - Rob Pilatus (32), Duits zanger
- 2001 - Charles Daudelin (80), Canadees kunstenaar
- 2005 - Jan De Gruyter (75), Belgisch politicus
- 2005 - Paus Johannes Paulus II (84), Pools geestelijke na een 26-jarig pontificaat
- 2005 - Jacques Rabemananjara (91), Malagassisch politicus
- 2006 - Nina Schenk von Stauffenberg (92), weduwe van de Duitse kolonel Claus Schenk von Stauffenberg
- 2007 - Henry Lee Giclas (96), Amerikaans sterrenkundige
- 2007 - Tadjou Salou (32), Togolees voetballer
- 2007 - George Sewell (82), Engels acteur
- 2008 - Miel Vanattenhoven (63), Belgisch radioproducer en concertorganisator
- 2011 - Piet Zonneveld (83), Nederlands dirigent en accordeonist
- 2012 - Jimmy Little (75), Australisch zanger en acteur
- 2012 - Fatma Neslişah (91), Ottomaans prinses
- 2013 - Jesús Franco (82), Spaans filmregisseur
- 2013 - Fred (82), Frans stripauteur
- 2013 - Jane Henson (78), Amerikaans poppenspeelster
- 2013 - Barry Mealand (70), Brits voetballer
- 2013 - Maria Redaelli (113), oudste persoon in Europa
- 2013 - Luc Van Aelst (46), Belgisch journalist
- 2013 - Robert Ward (95), Amerikaans componist, muziekpedagoog en dirigent
- 2014 - Hoos Blotkamp (70), Nederlands kunsthistoricus en museumdirecteur
- 2014 - Alfred Niepieklo (86), Duits voetballer
- 2015 - Henriëtte Louise Mathie van Hangest d'Yvoy (83), Nederlands burgemeester
- 2015 - Jacques Kloes (67), Nederlands zanger
- 2015 - Marie Liguinen (114), Frans supereeuwelinge
- 2015 - Manoel de Oliveira (106), Portugees filmregisseur
- 2015 - Robert H. Schuller (88), Amerikaans televisiedominee
- 2015 - Steve Stevaert (60), Belgisch politicus
- 2016 - Gato Barbieri (83), Argentijns jazzmuzikant
- 2016 - Amber Rayne (31), Amerikaans pornoactrice
- 2018 - Françoise Adret (97), Frans danseres, pedagoge en choreografe
- 2018 - Morris Halle (94), Amerikaans taalwetenschapper
- 2018 - Evert Kroon (71), Nederlands waterpoloër
- 2018 - Winnie Mandela (81), Zuid-Afrikaans anti-apartheidsactiviste
- 2019 - John Oddo (66), Amerikaans jazzmuzikant
- 2020 - Goyo Benito (73), Spaans voetballer
- 2020 - Oskar Fischer (97), Duits politicus
- 2020 - Juan Giménez (76), Argentijns striptekenaar
- 2020 - Johannes van Knobelsdorff (102), Nederlands burgemeester en dijkgraaf
- 2020 - James Megellas (103), Amerikaans militair
- 2020 - Guus Smeets (71), Nederlands zanger, componist en liedjesschrijver
- 2020 - Jan Veentjer (82), Nederlands hockeyspeler
- 2021 - Valentin Afonin (81), Russisch voetballer
- 2021 - Frans Kokshoorn (73), Nederlands beeldhouwer
- 2021 - Arthur Kopit (83), Amerikaans toneelschrijver
- 2022 - Estelle Harris (93), Amerikaans actrice
- 2022 - Javier Imbroda (61), Spaans basketbalcoach en politicus
- 2022 - Silvio Longobucco (70), Italiaans voetballer
- 2022 - Leonel Sanchez (85), Chileens voetballer
- 2022 - Gerald Schreck (83), Amerikaans zeiler
- 2023 - Gilbert Bailliu (86), Belgisch voetballer
- 2023 - Leo Hendrikx (99), Nederlands Engelandvaarder
- 2024 - John Barth (93), Amerikaans schrijver
- 2024 - Maryse Condé (90), Frans schrijfster
- 2024 - Juan Vicente Pérez Mora (114), Venezolaans supereeuweling
- 2024 - John Sinclair (82), Amerikaans dichter
- 2024 - Notker Wolf (83), Duits benedictijn en hardrockgitarist
- 2025 -  Miles Griffith (55), Amerikaans jazzzanger
- 2025 - Khamtai Siphandon (101), Laotiaans politicus

## Viering/herdenking

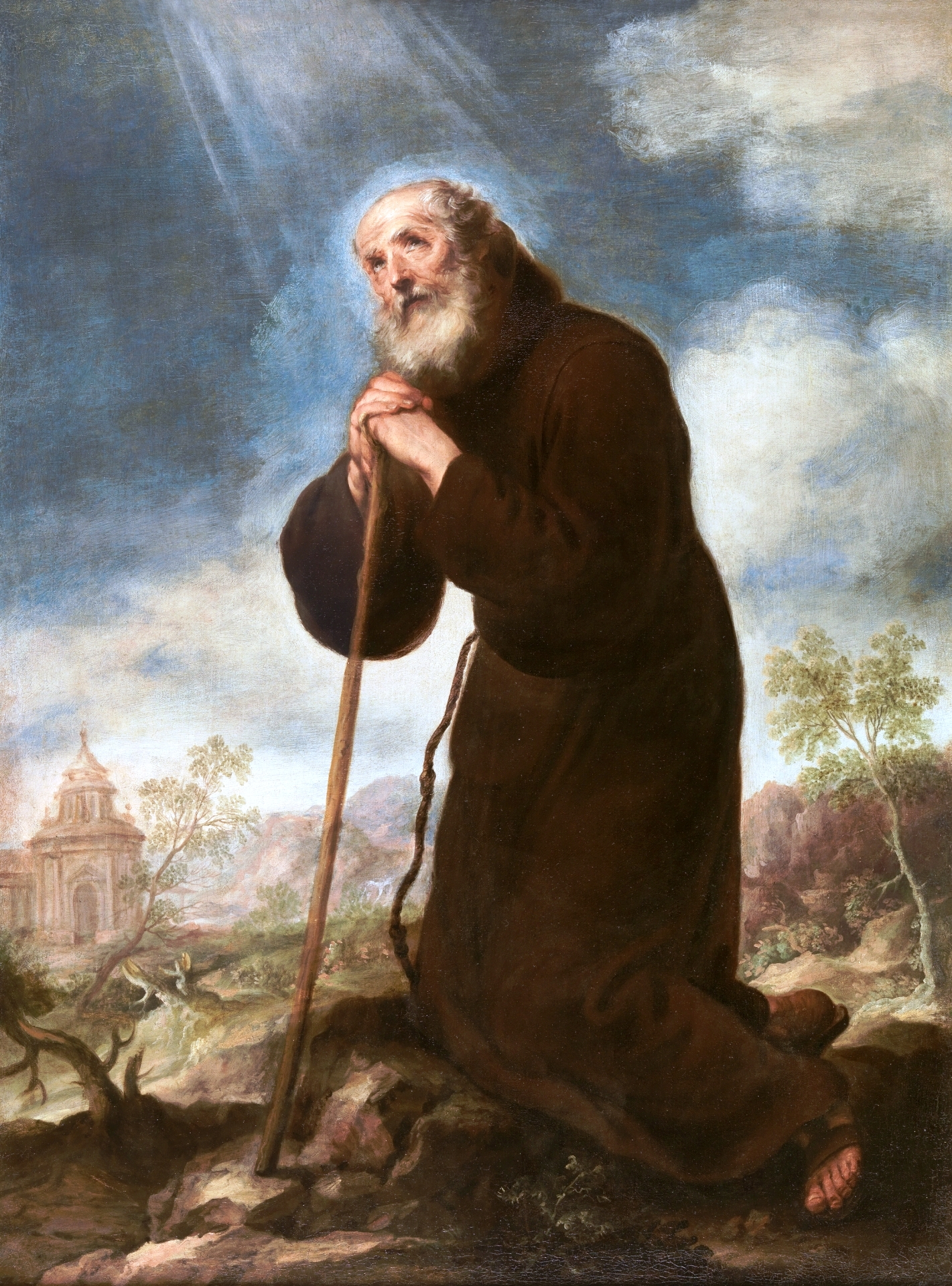
H. Franciscus van Paola

- Pasen in 1589, 1600, 1673, 1679, 1684, 1741, 1747, 1752, 1809, 1820, 1893, 1899, 1961, 1972, 2018, 2051, 2056
- Pascua Florida: stichting van Florida door Juan Ponce de León op 2 april 1513
- Rooms-katholieke kalender:
  - Heilige Franciscus van Paola († 1507) - Vrije Gedachtenis
  - Heilige Ebba van Coldingham († 870)
  - Heilige Maria van Egypte († c. 421)
  - Heilige Nicetius van Lyon († 573)
  - Heilige Theodosia van Caesarea († c. 290)
  - Zalige Arnulf van Leuven († 1276)
  - Zalige Nicolaas Tsjarnetskyj († 1959)
  - Zalige Alessandrina van Foligno († 1458)
  - Zalige Genoveva van Brabant († c. 760)
  - Jean-Jacques Olier († 1657)

## Weerextremen

### Nederland
| | Officiële records | Officiële records | Officiële records |      | Landelijke records            | Landelijke records | Landelijke records |
| Gebeurtenis | Jaar              | Extreem           | Locatie           | Jaar | Extreem                       | Locatie            | |
| --- | ----------------- | ----------------- | ----------------- | ---- | ----------------------------- | ------------------ | --- |
| Laagste etmaalgemiddelde temperatuur (°C) | 1996              | 0,8               | De Bilt           |      | 1996                          | −0,8               | Twenthe |
| Hoogste etmaalgemiddelde temperatuur (°C) | 2011              | 15,3              | De Bilt           |      | 2011                          | 17,0               | Maastricht |
| Laagste minimumtemperatuur (°C) | 1996              | −5,6              | De Bilt           |      | 1996                          | −8,7               | Twenthe |
| Hoogste minimumtemperatuur (°C) | 1998              | 9,1               | De Bilt           |      | 2002                          | 10,5               | Wijk aan Zee |
| Laagste maximumtemperatuur (°C) | 1964              | 4,0               | De Bilt           |      | 1964                          | 2,4                | Eelde |
| Hoogste maximumtemperatuur (°C) | 2011              | 23,2              | De Bilt           |      | 2011                          | 25,0               | Eindhoven |
| Hoogste uurgemiddelde windsnelheid (m/s) | 1973              | 15,9              | De Bilt           |      | 1973                          | 29,8               | IJmuiden |
| Hoogste windstoot (m/s) | 1973              | 30,4              | De Bilt           |      | 1973                          | 37,6               | Rotterdam, Valkenburg ZH |
| Langste zonneschijnduur (uur) | 2013              | 12,2              | De Bilt           |      | 1995 2002 2005 2009 2013 2023 | 12,2               | De Kooy, Rotterdam, Schiphol, Valkenburg ZH Nieuw Beerta, Twenthe Gilze-Rijen, Soesterberg Eindhoven, Gilze-Rijen Berkhout, Cabauw, De Bilt, De Kooy, Eelde, Eindhoven, Gilze-Rijen, Hoogeveen, Hoorn Terschelling, Nieuw Beerta, Schiphol, Stavoren, Twenthe Stavoren |
| Langste neerslagduur (uur) | 1961              | 15,7              | De Bilt           |      | 1961                          | 15,7               | De Bilt |
| Hoogste etmaalsom van de neerslag (mm) | 1973              | 21,5              | De Bilt           |      | 1973                          | 23,9               | Valkenburg ZH |
| Laagste etmaalgemiddelde relatieve vochtigheid (%) | 1931              | 38                | De Bilt           |      | 1931                          | 38                 | De Bilt |
| Laagste uurwaarde luchtdruk op zeeniveau (hPa) | 1973              | 978,6             | De Bilt           |      | 1973                          | 972,7              | De Kooy |
| Hoogste uurwaarde luchtdruk op zeeniveau (hPa) | 1906              | 1036,2            | De Bilt           |      | 1906                          | 1037,8             | Eelde |
| Officiële records worden altijd gemeten op het KNMI-weerstation in De Bilt. Landelijke records kunnen worden gemeten op elk officieel KNMI-weerstation in Nederland. |                   |                   |                   |      |                               |                    | |

Uitzonderlijke gebeurtenissen
- 1907 - Eerste landelijke warme dag van het jaar gemeten in Maastricht (maximumtemperatuur ≥ 20 °C op een officieel weerstation)
- 1925 - Eerste landelijke zachte dag van het jaar gemeten in Maastricht (maximumtemperatuur ≥ 15 °C op een officieel weerstation)
- 1926 - Eerste officiële warme dag van het jaar (maximumtemperatuur ≥ 20 °C in De Bilt)
- 1926 - Eerste landelijke warme dag van het jaar gemeten in De Bilt en Maastricht (maximumtemperatuur ≥ 20 °C op een officieel weerstation)
- 1930 - Eerste officiële warme dag van het jaar (maximumtemperatuur ≥ 20 °C in De Bilt)
- 1930 - Eerste landelijke warme dag van het jaar gemeten in De Bilt en Maastricht (maximumtemperatuur ≥ 20 °C op een officieel weerstation)
- 1946 - Eerste officiële warme dag van het jaar (maximumtemperatuur ≥ 20 °C in De Bilt)
- 1946 - Eerste landelijke warme dag van het jaar gemeten in De Bilt en Maastricht (maximumtemperatuur ≥ 20 °C op een officieel weerstation)
- 1966 - Eerste landelijke zachte dag van het jaar gemeten in Twenthe (maximumtemperatuur ≥ 15 °C op een officieel weerstation)
- 1971 - Eerste officiële zachte dag van het jaar (maximumtemperatuur ≥ 15 °C in De Bilt)
- 1971 - Eerste landelijke zachte dag van het jaar gemeten in De Bilt, Deelen, Eindhoven, Gilze-Rijen, Maastricht, Soesterberg en Volkel (maximumtemperatuur ≥ 15 °C op een officieel weerstation)
- 1973 - Landelijk maandrecord hoogste uurgemiddelde windsnelheid in m/s van april gemeten in IJmuiden: 29,8
- 1973 - Officieel maandrecord hoogste windstoot in m/s van april gemeten in De Bilt: 30,4
- 1982 - Eerste landelijke warme dag van het jaar gemeten in Eelde (maximumtemperatuur ≥ 20 °C op een officieel weerstation)
- 1999 - Eerste officiële warme dag van het jaar (maximumtemperatuur ≥ 20 °C in De Bilt)
- 2001 - Eerste officiële warme dag van het jaar (maximumtemperatuur ≥ 20 °C in De Bilt)
- 2002 - Eerste officiële warme dag van het jaar (maximumtemperatuur ≥ 20 °C in De Bilt)
- 2011 - Eerste officiële warme dag van het jaar (maximumtemperatuur ≥ 20 °C in De Bilt)
- 2023 - Landelijk laagste maximumtemperatuur in °C van april dit jaar gemeten in Lauwersoog en Maastricht: 7,3

### België
Dagrecords
- 1900 - Laagste etmaalgemiddelde temperatuur 1,6 °C
- 1946 - Hoogste etmaalgemiddelde temperatuur 15,8 °C
- 1922 - Laagste minimumtemperatuur −3,3 °C
- 1946 - Hoogste maximumtemperatuur 23,8 °C
- 1973 - Hoogste etmaalsom van de neerslag 14,3 mm

Uitzonderlijke gebeurtenissen
- 1973 - Storm veroorzaakt schade ten noorden van Samber en Maas. Windstoten tot 127 km/h in de streken rond Antwerpen en Luik.

<< · 1 · 2 · 3 · 4 · 5 · 6 · 7 · 8 · 9 · 10 · 11 · 12 · 13 · 14 · 15 · 16 · 17 · 18 · 19 · 20 · 21 · 22 · 23 · 24 · 25 · 26 · 27 · 28 · 29 · 30 · >>